# Danh sách cầu thủ tham dự Giải vô địch bóng đá U-23 Đông Nam Á 2022
Dưới đây là các đội hình cho Giải vô địch bóng đá U-23 Đông Nam Á 2022, diễn ra từ ngày 14 đến ngày 26 tháng 2 năm 2022.

## Bảng A

### Campuchia
Huấn luyện viên:  Ryu Hirose

| Số | VT | Cầu thủ           | Ngày sinh (tuổi)  | Trận | Bàn | Câu lạc bộ                  |
| -- | -- | ----------------- | ----------------- | ---- | --- | --------------------------- |
|    | TM | Vireak Dara       | 30 tháng 10, 2003 |      |     | Visakha                     |
|    | TM | Hul Kimhuy        | 7 tháng 4, 2000   |      |     | Boeung Ket                  |
|    | TM | Koy Salim         | 10 tháng 12, 2002 |      |     | Boeung Ket                  |
|    |    |                   |                   |      |     |                             |
|    | HV | Yue Safy          | 8 tháng 11, 2000  |      |     | Phnom Penh Crown            |
|    | HV | Seut Baraing      | 29 tháng 9, 1999  |      |     | Phnom Penh Crown            |
|    | HV | Ny Sokry          | 7 tháng 9, 2001   |      |     | Preah Khan Reach Svay Rieng |
|    | HV | Leng Nora         | 19 tháng 9, 2004  |      |     | Visakha                     |
|    | HV | Tes Sambath       | 20 tháng 10, 2000 |      |     | Visakha                     |
|    | HV | Soeuth Nava       | 13 tháng 2, 2001  |      |     | Boeung Ket                  |
|    | HV | Taing Bunchhay    | 28 tháng 12, 2002 |      |     | Boeung Ket                  |
|    | HV | Chhoeung Visinu   | 1 tháng 2, 2000   |      |     | Electricite du Cambodge     |
|    | HV | Chan Sarapich     | 5 tháng 4, 2002   |      |     | Prey Veng                   |
|    | HV | Sor Rotana        | 9 tháng 10, 2002  |      |     | Prey Veng                   |
|    | HV | Ath Ontoch        | 1 tháng 2, 2002   |      |     | Prey Veng                   |
|    |    |                   |                   |      |     |                             |
|    | TV | Choun Chanchav    | 5 tháng 5, 1999   |      |     | Phnom Penh Crown            |
|    | TV | Min Ratanak       | 30 tháng 7, 2002  |      |     | Preah Khan Reach Svay Rieng |
|    | TV | Ean Pisey         | 11 tháng 3, 2002  |      |     | Preah Khan Reach Svay Rieng |
|    | TV | Lim Aarun Raymond | 25 tháng 6, 2003  |      |     | Boeung Ket                  |
|    | TV | San Kimheng       | 2 tháng 3, 2000   |      |     | Boeung Ket                  |
|    | TV | Nhean Sosidan     | 11 tháng 10, 2002 |      |     | Tiffy Army                  |
|    | TV | Nop David         | 18 tháng 7, 2000  |      |     | Electricite du Cambodge     |
|    | TV | Sin Sovannmakara  | 6 tháng 12, 2004  |      |     | Prey Veng                   |
|    |    |                   |                   |      |     |                             |
|    | TĐ | Ky Rina           | 5 tháng 8, 2002   |      |     | Visakha                     |
|    | TĐ | Sa Ty             | 4 tháng 4, 2002   |      |     | Visakha                     |
|    | TĐ | Rath Virak        | 29 tháng 7, 2001  |      |     | Visakha                     |
|    | TĐ | Sieng Chanthea    | 9 tháng 9, 2002   |      |     | Boeung Ket                  |
|    | TĐ | Mao Piseth        | 17 tháng 2, 2000  |      |     | Angkor Tiger                |
|    | TĐ | Narong Kakada     | 5 tháng 7, 1999   |      |     | Tiffy Army                  |

### Đông Timor
Huấn luyện viên:  Fabio Margao

### Philippines
Huấn luyện viên:  Stewart Hall
Đội hình cuối cùng được công bố vào ngày 10 tháng 2 năm 2022.
| Số | VT | Cầu thủ                  | Ngày sinh (tuổi)            | Trận | Bàn | Câu lạc bộ                    |
| -- | -- | ------------------------ | --------------------------- | ---- | --- | ----------------------------- |
|    | TM | Quincy Kammeraad         | 1 tháng 2, 2001 (21 tuổi)   | 3    | 0   | ADT                           |
|    | TM | Jessie Semblante         | 22 tháng 4, 2000 (21 tuổi)  | 0    | 0   | Mendiola 1991                 |
|    | TM | Enrico Mangaoang         | 28 tháng 5, 2002 (19 tuổi)  | 0    | 0   | De La Salle University        |
|    |    |                          |                             |      |     |                               |
|    | HV | Gyles Encabo             | 9 tháng 2, 1999 (23 tuổi)   | 0    | 0   | Stallion Laguna               |
|    | HV | Pete Andrei Forrosuelo   | 6 tháng 7, 1999 (22 tuổi)   | 0    | 0   | ADT                           |
|    | HV | Jayvee Kallukaran        | 7 tháng 9, 2000 (21 tuổi)   | 0    | 0   | Stallion Laguna               |
|    | HV | Elijah Liao              |                             | 0    | 0   | Ateneo De Manila University   |
|    | HV | Jaime Rosquillo          | 10 tháng 3, 2003 (18 tuổi)  | 0    | 0   | Dynamic Herb Cebu             |
|    | HV | David Setters            | 19 tháng 5, 2004 (17 tuổi)  | 1    | 0   | Portsmouth Academy            |
|    | HV | Scott Woods              | 7 tháng 5, 2000 (21 tuổi)   | 0    | 0   | Northeastern State University |
|    |    |                          |                             |      |     |                               |
|    | TV | Oliver Bias (đội trưởng) | 15 tháng 6, 2001 (20 tuổi)  | 3    | 0   | ADT                           |
|    | TV | Pocholo Bugas            | 3 tháng 12, 2001 (20 tuổi)  | 1    | 0   | United City                   |
|    | TV | Dennis Chung             | 24 tháng 1, 2001 (21 tuổi)  | 7    | 1   | ADT                           |
|    | TV | Oskari Kekkonen          | 24 tháng 9, 1999 (22 tuổi)  | 3    | 0   | Kaya–Iloilo                   |
|    | TV | Jacob Maniti             | 16 tháng 10, 2002 (19 tuổi) | 1    | 0   | Macarthur FC                  |
|    | TV | Griffin McDaniel         | 30 tháng 3, 2000 (21 tuổi)  | 1    | 0   | Stallion Laguna               |
|    | TV | Matt Lancelot Ocampo     | 23 tháng 9, 2001 (20 tuổi)  | 0    | 0   | ADT                           |
|    | TV | Antoine Ortega           | 12 tháng 5, 2003 (18 tuổi)  | 0    | 0   | Badalona                      |
|    | TV | Jacob Peña               | 27 tháng 11, 2002 (19 tuổi) | 0    | 0   | Erskine College               |
|    | TV | Sandro Reyes             | 29 tháng 3, 2003 (18 tuổi)  | 3    | 0   | Kaya–Iloilo                   |
|    | TV | Nathan Rilloraza         | 16 tháng 10, 2002 (19 tuổi) | 1    | 0   | Global M Málaga               |
|    |    |                          |                             |      |     |                               |
|    | TĐ | Andres Aldeguer          | 18 tháng 12, 2003 (18 tuổi) | 0    | 0   | ADT                           |
|    | TĐ | Kieran Hayes             | 4 tháng 1, 1999 (23 tuổi)   | 2    | 0   | United City                   |
|    | TĐ | Miguel Mendoza           | 3 tháng 2, 1999 (23 tuổi)   | 3    | 0   | Tự do                         |
|    | TĐ | Ivan Ouano               | 6 tháng 3, 2000 (21 tuổi)   | 1    | 0   | ADT                           |
|    | TĐ | Mariano Suba Jr.         | 2 tháng 1, 2000 (22 tuổi)   | 7    | 0   | Mendiola 1991                 |

### Brunei
Huấn luyện viên:  Aminuddin Jumat
Đội hình cuối cùng được công bố vào ngày 8 tháng 2 năm 2022.
| Số | VT | Cầu thủ                           | Ngày sinh (tuổi) | Trận | Bàn | Câu lạc bộ    |
| -- | -- | --------------------------------- | ---------------- | ---- | --- | ------------- |
| 1  | TM | Abdul Mutalip Mohammad            | 7 tháng 1, 1999  | 0    | 0   | BIBD SRC      |
| 2  | HV | Amirul Aizad Zaidi                | 29 tháng 7, 2002 | 0    | 0   | Indera SC     |
| 3  | HV | Ridhwan Nokman                    | 10 tháng 5, 2000 | 1    | 0   | Indera SC     |
| 4  | HV | Nazif Safwan Jaini                | 18 tháng 8, 2000 | 6    | 0   | Kota Ranger   |
| 5  | HV | Nur Aiman Aliman                  | 22 tháng 7, 1999 | 2    | 0   | MS ABDB       |
| 6  | HV | Wafi Aminuddin                    | 20 tháng 9, 2000 | 7    | 0   | DPMM FC       |
| 7  | TV | Nur Asyraffahmi Norsamri          | 4 tháng 5, 2000  | 7    | 0   | DPMM FC       |
| 8  | TV | Eddy Shahrol Izzat Omar           | 4 tháng 10, 2003 | 0    | 0   | Kasuka FC     |
| 9  | TĐ | Hanif Aiman Adanan                | 4 tháng 3, 2000  | 2    | 0   | Kasuka FC     |
| 10 | TV | Hakeme Yazid Said                 | 8 tháng 2, 2003  | 5    | 0   | DPMM FC       |
| 11 | TV | Alinur Rashimy Jufri              | 12 tháng 6, 2000 | 0    | 0   | Kasuka FC     |
| 12 | TĐ | Syafiq Abdullah Ghazali           | 23 tháng 7, 2003 | 0    | 0   | KB FC         |
| 13 | HV | Khoirunnaas Khalid                | 1 tháng 7, 2001  | 0    | 0   | Ar Rawda      |
| 14 | HV | Hirman Latip                      | 25 tháng 3, 2003 | 0    | 0   | Indera SC     |
| 15 | HV | Nazry Aiman Azaman                | 1 tháng 7, 2004  | 0    | 0   | DPMM FC       |
| 16 | TV | Abdul Hariz Herman                | 24 tháng 9, 2000 | 3    | 0   | MS ABDB       |
| 17 | TĐ | Syaherrul Affendy Syahmirul Nizam | 13 tháng 1, 2004 | 0    | 0   | DPMM FC       |
| 18 | TV | Abdul Wadud Ramli                 | 18 tháng 3, 1999 | 0    | 0   | MS PPDB       |
| 19 | TV | Syafiq Safiuddin Abdul Shariff    | 16 tháng 7, 2002 | 0    | 0   | Indera SC     |
| 20 | TM | Danish Aiman Mardianni            | 9 tháng 1, 2003  | 0    | 0   | DPMM FC       |
| 21 | HV | Nazhan Zulkifle                   | 17 tháng 1, 2001 | 0    | 0   | Kasuka FC     |
| 22 | HV | Radzillah Abdul Ghani             | 16 tháng 4, 2000 | 0    | 0   | Panchor Murai |
| 23 | TV | Danisyh Syariee Masrazni          | 11 tháng 9, 2004 | 0    | 0   | DPMM FC       |
| 24 | TV | Haziq Hafizhan Hardi              | 24 tháng 3, 2001 | 0    | 0   | Kasuka FC     |
| 25 | TM | Haziq Hazwan Wahid                | 6 tháng 3, 2000  | 0    | 0   | Wijaya FC     |
| 26 | HV | Alin Syahmi Hossaini              | 5 tháng 7, 2001  | 0    | 0   | Wijaya FC     |

## Bảng B

### Malaysia
Huấn luyện viên:  Bradley Maloney

| Số | VT | Cầu thủ                      | Ngày sinh (tuổi) | Trận | Bàn | Câu lạc bộ            |
| -- | -- | ---------------------------- | ---------------- | ---- | --- | --------------------- |
|    | TM | Syed Nasrulhaq Syed Bidin    | 6 tháng 3, 1999  | 0    | 0   | Terengganu            |
|    | TM | Sikh Izhan Nazrel            | 23 tháng 3, 2002 | 0    | 0   | Fuenlabrada           |
|    | TM | Aizat Aiman Mazlan           |                  | 0    | 0   | Projek FAM-MSN        |
|    | TM | Firdaus Irman                |                  | 0    | 0   | PDRM                  |
|    |    |                              |                  |      |     |                       |
|    | HV | Zikri Khalili                | 25 tháng 6, 2002 | 3    | 0   | Selangor              |
|    | HV | Azrin Afiq                   | 2 tháng 1, 2002  | 0    | 0   | Selangor              |
|    | HV | Faiz Amer Runnizar           | 15 tháng 2, 2003 | 0    | 0   | Selangor II           |
|    | HV | Fakrul Iman Naszari          | 29 tháng 3, 2001 | 0    | 0   | Selangor II           |
|    | HV | Zainal Abidin Jamil          | 5 tháng 8, 1999  | 0    | 0   | Petaling Jaya City    |
|    | HV | Shivan Pillay                | 7 tháng 12, 2000 | 0    | 0   | Petaling Jaya City    |
|    | HV | Hanafie Tokyo                |                  | 0    | 0   | Sabah                 |
|    | HV | Tasnim Fitri                 | 19 tháng 1, 1999 | 0    | 0   | Sarawak United        |
|    | HV | Harith Haiqal                | 22 tháng 6, 2002 | 3    | 0   | Selangor              |
|    |    |                              |                  |      |     |                       |
|    | TV | Nureizkhan Isa               |                  | 0    | 0   | Sabah                 |
|    | TV | Muhammad Shafi Azswad Sapari | 9 tháng 3, 2001  | 0    | 0   | Johor Darul Ta'zim II |
|    | TV | Aiman Afif                   | 18 tháng 2, 2001 | 0    | 0   | Kedah Darul Aman      |
|    | TV | Arif Shaqirin                | 13 tháng 3, 2000 | 0    | 0   | Kuala Lumpur City     |
|    | TV | K.Thivandaran                |                  | 0    | 0   | Penang                |
|    | TV | R.Vengadesan                 |                  | 0    | 0   | Petaling Jaya City    |
|    | TV | Gerald Gadit                 | 16 tháng 5, 1999 | 0    | 0   | Sabah                 |
|    | TV | Selvan Anbualagan            |                  | 0    | 0   | Negeri Sembilan       |
|    | TV | Ubaidullah Shamsul Fazili    |                  | 0    | 0   | Projek FAM-MSN        |
|    |    |                              |                  |      |     |                       |
|    | TĐ | N.Javabilaarivin             |                  | 0    | 0   | Negeri Sembilan       |
|    | TĐ | Azhad Harraz                 | 9 tháng 5, 2003  | 1    | 0   | Sabah                 |
|    | TĐ | Zharmien Ashraf Ismail       |                  | 0    | 0   | Sarawak United        |
|    | TĐ | Azfar Fikri Azhar            | 5 tháng 2, 2000  | 3    | 2   | Terengganu II         |
|    | TĐ | T. Saravanan                 | 26 tháng 2, 2001 | 0    | 0   | Penang                |
|    | TĐ | Harith Naem                  | 26 tháng 1, 2002 | 0    | 0   | Melaka United         |

### Lào
Huấn luyện viên:  Michael Weiß
| Số | VT | Cầu thủ                           | Ngày sinh (tuổi)  | Trận | Bàn | Câu lạc bộ           |
| -- | -- | --------------------------------- | ----------------- | ---- | --- | -------------------- |
| 1  | TM | Seeamphone Sengsavang             | 3 tháng 3, 2001   |      |     | Young Elephant       |
| 12 | TM | Keo-Oudone Souvannasangso         | 19 tháng 6, 2000  |      |     | Lao Army             |
| 26 | TM | Phounin Xayyasone                 |                   |      |     | Ezra                 |
|    |    |                                   |                   |      |     |                      |
| 2  | HV | Phoutthavong Sangvilay            | 16 tháng 10, 2004 |      |     | Ezra                 |
| 5  | HV | At Viengkham                      | 24 tháng 10, 2000 |      |     | Master 7             |
| 27 | HV | Thilaphon Pathammavong            | 8 tháng 9, 1998   |      |     | Twenty Six FC        |
| 19 | HV | Nalongsit Chanthalangsy           | 3 tháng 12, 2001  |      |     | Champasak FC         |
| 24 | HV | Channichone Chanthavong           | 23 tháng 10, 2000 |      |     | Champasak FC         |
| 4  | HV | Phetdavanh Somsanid               | 24 tháng 4, 2004  |      |     | Champasak FC         |
| 16 | HV | Inthachak Sisouphan               |                   |      |     | Luang Prabang FC     |
|    |    |                                   |                   |      |     |                      |
| 13 | TV | Thanouthong Kietnalonglop         | 5 tháng 3, 2001   |      |     | Young Elephant       |
| 15 | TV | Damoth Thongkhamsavath            |                   |      |     | Champasak FC         |
| 21 | TV | Guijeng Noupakdee                 |                   |      |     | Champasak FC         |
| 8  | TV | Bounmy Pinkeo                     | 29 tháng 9, 2002  |      |     | Champasak FC         |
| 22 | TV | Phouvieng Phounsavath             | 12 tháng 11, 2002 |      |     | Champasak FC         |
| 25 | TV | Thongsamai Pinnalone              |                   |      |     | Champasak FC         |
| 3  | TV | Anouksak Luangamat                |                   |      |     | Vientiane            |
| 18 | TV | Vongphachanh Phoutthavong         | 26 tháng 4, 2003  |      |     | Twenty Six FC        |
| 6  | TV | Chanthavixay Khounthoumphone      |                   |      |     | Savannakhet Province |
| 7  | TV | Khonesavanh Keonuchanh            | 4 tháng 6, 2004   |      |     | Chanthabouly         |
|    |    |                                   |                   |      |     |                      |
| 9  | TĐ | Thipphachanh Khambaione           | 2 tháng 8, 2004   |      |     | Champasak FC         |
| 17 | TĐ | Bounphachan Bounkong (đội trưởng) | 29 tháng 9, 2000  |      |     | Young Elephant       |
| 10 | TĐ | Chony Wanpaseuth                  | 27 tháng 11, 2002 |      |     | Ezra                 |
| 20 | TĐ | Souksakhone Bouaphaivanh          | 10 tháng 5, 2001  |      |     | Chanthabouly         |
| 23 | TĐ | Visith Bounpaserth                | 23 tháng 1, 2002  |      |     | Salavan Province     |

## Bảng C

### Thái Lan
Huấn luyện viên :  Salva Valero Garcia
Đội hình cuối cùng được công bố vào ngày 1 tháng 2 năm 2022.
| Số | VT | Cầu thủ                     | Ngày sinh (tuổi)  | Trận | Bàn | Câu lạc bộ        |
| -- | -- | --------------------------- | ----------------- | ---- | --- | ----------------- |
|    | TM | Narawich Inthacharoen       | 11 tháng 11, 2003 |      |     | Chiangmai         |
|    | TM | Kasidej Rungkitwattananukul | 23 tháng 4, 2004  |      |     | Assumption United |
|    | TM | Narongsak Nuangwongsa       | 19 tháng 2, 2003  |      |     | See Khwae City    |
|    |    |                             |                   |      |     |                   |
|    | HV | Chonnapat Buaphan           | 22 tháng 1, 2004  |      |     | Rajpracha         |
|    | HV | Waris Choolthong            | 5 tháng 1, 2004   |      |     | Rajpracha         |
|    | HV | Anusak Jaiphet              | 23 tháng 6, 1999  |      |     | Port              |
|    | HV | Tony Laurent-Gonnet         | 1 tháng 5, 2003   |      |     | Nonthaburi United |
|    | HV | Theekawin Chansri           | 17 tháng 2, 2004  |      |     | Assumption United |
|    | HV | Phakphum Kunkongmee         | 1 tháng 2, 2004   |      |     | Assumption United |
|    | HV | Nuttasit Choosai            | 21 tháng 5, 2004  |      |     | Wat Bot City      |
|    | HV | Thawatchai Inprakhon        | 31 tháng 3, 2003  |      |     | Buriram United    |
|    |    |                             |                   |      |     |                   |
|    | TV | Sittha Boonlha              | 2 tháng 9, 2004   |      |     | Port              |
|    | TV | Seksan Ratree               | 14 tháng 3, 2003  |      |     | Buriram United    |
|    | TV | Thawatchai Aocharod         | 10 tháng 1, 2003  |      |     | Nongbua Pitchaya  |
|    | TV | Songkramsamut Namphueng     | 7 tháng 11, 2003  |      |     | Police Tero       |
|    | TV | Sattawas Leela              | 17 tháng 2, 2003  |      |     | Rajpracha         |
|    | TV | Kroekphon Arbram            | 19 tháng 5, 2003  |      |     | Rajpracha         |
|    | TV | Kakana Khamyok              | 21 tháng 5, 2004  |      |     | Assumption United |
|    | TV | Thanawat Saipetch           | 27 tháng 1, 2004  |      |     | Prime Bangkok     |
|    | TV | Woradet Boonmakajornkit     | 12 tháng 4, 2003  |      |     | Chamchuri United  |
|    | TV | Chitipat Kaeoyos            | 21 tháng 3, 2003  |      |     | Samut Prakan City |
|    |    |                             |                   |      |     |                   |
|    | TĐ | Teerasak Poeiphimai         | 21 tháng 9, 2002  |      |     | Port              |
|    | TĐ | Niphitphon Wongpanya        | 1 tháng 2, 2004   |      |     | Prime Bangkok     |
|    | TĐ | Panupong Wongpila           | 15 tháng 2, 2003  |      |     | STK Muangnont     |
|    | TĐ | Olaxson A Tamba             | 10 tháng 6, 2003  |      |     | Chiangrai City    |
|    | TĐ | Thanawut Phochai            | 2 tháng 12, 2005  |      |     | Udon United       |
|    | TĐ | Khunanon Chornpradit        | 30 tháng 5, 2003  |      |     | Nonthaburi City   |
|    | TĐ | Tuwanon Boonma              | 12 tháng 3, 2003  |      |     | Debsirin School   |

### Việt Nam
Huấn luyện viên:  Đinh Thế Nam

| Số | VT | Cầu thủ            | Ngày sinh (tuổi)  | Trận | Bàn | Câu lạc bộ                 |
| -- | -- | ------------------ | ----------------- | ---- | --- | -------------------------- |
|    | TM | Trịnh Xuân Hoàng   | 6 tháng 11, 2000  | 1    | 0   | Đông Á Thanh Hoá           |
|    | TM | Y Eli Niê          | 8 tháng 1, 2001   | 1    | 0   | Dak Lak                    |
|    | TM | Trần Liêm Điều     | 19 tháng 2, 2001  | 1    | 0   | Nam Định                   |
|    | TM | Đặng Tuấn Hưng     | 1 tháng 5, 2000   | 1    | 0   | SHB Đà Nẵng                |
|    |    |                    |                   |      |     |                            |
|    | HV | Trần Quang Thịnh   | 12 tháng 5, 2001  | 4    | 0   | Công an Nhân dân           |
|    | HV | Phan Tuấn Tài      | 7 tháng 1, 2001   | 3    | 0   | Viettel                    |
|    | HV | Hoàng Văn Toản     | 1 tháng 4, 2001   | 1    | 0   | Công an Nhân dân           |
|    | HV | Lê Thành Lâm       | 15 tháng 6, 2000  | 1    | 0   | Dak Lak                    |
|    | HV | Võ Minh Trọng      | 24 tháng 10, 2001 | 0    | 0   | Đồng Tháp                  |
|    | HV | Lương Duy Cương    | 7 tháng 11, 2001  | 1    | 0   | SHB Đà Nẵng                |
|    | HV | Vũ Tiến Long       | 4 tháng 4, 2002   | 1    | 1   | Phù Đổng                   |
|    | HV | Trần Văn Thắng     | 6 tháng 7, 2001   | 0    | 0   | Phù Đổng                   |
|    | HV | Nguyễn Ngọc Thắng  | 2 tháng 8, 2002   | 1    | 1   | Hồng Lĩnh Hà Tĩnh          |
|    | HV | Hồ Văn Cường       | 16 tháng 3, 2003  | 1    | 0   | Sông Lam Nghệ An           |
|    | HV | Hồ Khắc Lương      | 10 tháng 1, 2001  | 2    | 0   | Sông Lam Nghệ An           |
|    | HV | Nguyễn Thanh Nhân  | 25 tháng 10, 2000 | 3    | 0   | Khánh Hoà                  |
|    | HV | Đoàn Anh Việt      | 15 tháng 8, 1999  | 2    | 0   | Than Quảng Ninh            |
|    | HV | Nguyễn Văn Sơn     | 26 tháng 6, 2001  | 1    | 0   | Tuấn Tú Phú Thọ            |
|    | HV | Trương Đức Mạnh    | 24 tháng 8, 2000  | 1    | 0   | Tuấn Tú Phú Thọ            |
|    |    |                    |                   |      |     |                            |
|    | TV | Dụng Quang Nho     | 1 tháng 1, 2000   | 2    | 1   | Hải Phòng                  |
|    | TV | Phạm Văn Hữu       | 3 tháng 6, 2001   | 1    | 0   | SHB Đà Nẵng                |
|    | TV | Nguyễn Trung Thành | 14 tháng 4, 2001  | 3    | 1   | Bà Rịa - Vũng Tàu          |
|    | TV | Nguyễn Thanh Khôi  | 25 tháng 10, 2001 | 1    | 1   | Long An                    |
|    | TV | Phan Bá Quyền      | 13 tháng 8, 2002  | 1    | 0   | Hải Nam Vĩnh Yên Vĩnh Phúc |
|    | TV | Đinh Xuân Tiến     | 6 tháng 1, 2003   | 1    | 1   | Sông Lam Nghệ An           |
|    | TV | Ngô Đức Hoàng      | 16 tháng 9, 2002  | 1    | 0   | Hà Nội                     |
|    | TV | Mai Xuân Quyết     | 1 tháng 4, 1999   | 2    | 0   | Nam Định                   |
|    | TV | Vũ Đình Hai        | 13 tháng 1, 2000  | 2    | 0   | Hồng Lĩnh Hà Tĩnh          |
|    | TV | Đinh Quý           | 2002 (22–23 tuổi) | 3    | 0   | Quảng Nam                  |
|    | TV | Trần Bảo Toàn      | 14 tháng 7, 2000  | 3    | 1   | Hoàng Anh Gia Lai          |
|    |    |                    |                   |      |     |                            |
|    | TĐ | Trần Mạnh Quỳnh    | 18 tháng 1, 2001  | 2    | 0   | Sông Lam Nghệ An           |
|    | TĐ | Nguyễn Văn Tùng    | 7 tháng 12, 2001  | 1    | 2   | Hà Nội                     |
|    | TĐ | Nguyễn Văn Tùng    | 7 tháng 3, 2002   | 1    | 0   | Hòa Bình                   |
|    | TĐ | Nguyễn Ngọc Hậu    | 16 tháng 2, 2001  | 0    | 0   | TP Hồ Chí Minh             |
|    | TĐ | Nguyễn Quốc Việt   | 2 tháng 10, 2003  | 1    | 0   | NutiFood-JMG               |
|    | TĐ | Bùi Anh Thống      | 24 tháng 12, 2001 | 0    | 0   | Công an Nhân dân           |
|    | TĐ | Huỳnh Tiến Đạt     | 25 tháng 1, 2000  | 3    | 0   | Công An Nhân Dân           |
|    | TĐ | Võ Nguyên Hoàng    | 7 tháng 2, 2002   | 2    | 0   | Sài Gòn                    |

### Singapore
| Số | VT | Cầu thủ              | Ngày sinh (tuổi)  | Trận | Bàn | Câu lạc bộ          |
| -- | -- | -------------------- | ----------------- | ---- | --- | ------------------- |
|    | TM | Ridhwan Fikri        | 29 tháng 4, 1999  | 3    | 0   | Young Lions         |
|    | TM | Kimura Riki          | 14 tháng 11, 2000 | 0    | 0   | Balestier Khalsa    |
|    | TM | Umayr Sujuandy       | 18 tháng 2, 2003  | 0    | 0   | Young Lions         |
|    |    |                      |                   |      |     |                     |
|    | HV | Raoul Suhaimi        | 18 tháng 9, 2005  | 1    | 0   | Young Lions         |
|    | HV | Jordan Emaviwe       | 9 tháng 4, 2001   | 3    | 1   | Young Lions         |
|    | HV | Danish Irfan         | 10 tháng 3, 1999  | 3    | 0   | Young Lions         |
|    | HV | Ryaan Sanizal        | 31 tháng 5, 2002  | 2    | 0   | Tampines Rovers     |
|    | HV | Jacob Mahler         | 10 tháng 4, 2000  | 19   | 0   | Young Lions         |
|    | HV | Ryhan Stewart        | 15 tháng 2, 2000  | 12   | 0   | Young Lions         |
|    | HV | Syed Akmal           | 28 tháng 4, 2000  | 12   | 0   | Young Lions         |
|    | HV | Irfan Najeeb         | 31 tháng 7, 1999  | 9    |     | Tampines Rovers     |
|    |    |                      |                   |      |     |                     |
|    | TV | Daniel Goh           | 13 tháng 8, 1999  | 4    | 1   | Young Lions         |
|    | TV | Shah Shahiran        | 14 tháng 11, 1999 | 9    | 0   | Young Lions         |
|    | TV | Saifullah Akbar      | 31 tháng 1, 1999  | 8    | 1   | Lion City Sailors   |
|    | TV | Farhan Zulkifli      | 10 tháng 11, 2002 | 3    | 0   | Hougang United      |
|    | TV | Jared Gallagher      | 18 tháng 1, 2002  | 1    |     | Young Lions         |
|    | TV | Rasaq Akeem          | 16 tháng 6, 2001  | 19   | 0   | Young Lions         |
|    | TV | Danish Qayyum        | 2 tháng 2, 2002   | 0    | 0   | Young Lions         |
|    |    |                      |                   |      |     |                     |
|    | TĐ | Zikos Vasileios Chua | 15 tháng 4, 2002  | 4    |     | Young Lions         |
|    | TĐ | Glenn Kweh           | 26 tháng 3, 2000  | 3    | 2   | Young Lions         |
|    | TĐ | Khairin Nadim        | 8 tháng 5, 2004   | 2    | 0   | Young Lions         |
|    | TĐ | Zamani Zamri         | 31 tháng 5, 2001  | 1    | 0   | Young Lions         |
|    | TĐ | Nicky Melvin Singh   | 16 tháng 6, 2002  | 1    | 0   | Albirex Niigata (S) |
|    | TĐ | Ilhan Fandi          | 8 tháng 11, 2002  | 0    | 0   | Young Lions         |